# Intercomunidades de França
Representando 40% dos municípios da União Europeia, os 36 782 municípios franceses garantem uma proximidade real à ação pública. Porém, essa fragmentação limita as capacidades de intervenção individual das comunas - 10 000 entre elas possuem menos de 200 habitantes, 32 000 menos de 2 000. A fim de resolver essas dificuldades estruturais é que, desde o fim do século XIX, as primeiras formas de intercomunalidades ou intermunicipalização técnicas, do tipo sindical, permitiram às comunas se associar para melhor atender as necessidades de fornecer infra-estrutura ao seu território (eletricidade, tubulação de água, saneamento, pavimentação, etc).
Outras formas institucionais mais ambiciosas e mais integradas surgiram em seguida no início da Quinta República Francesa para acompanhar o processo de urbanização. "Distritos" (desde 1959) e "comunidades urbanas", criadas a partir de 1966 nas "metrópoles de equilíbrio", contribuíram à Reorganização do território francês e à organização dos serviços públicos locais modernos. Apesar de sua utilidade, esses agrupamentos inter-comunais de nova geração continuaram pouco numerosos. Eles eram menos de 250 em 1992, dez anos após as primeiras leis de descentralização.
Em resposta à complexificação crescente da gestão pública local, tanto na zona urbana como rural, os poderes públicos nacionais quiseram recomeçar o dinamismo dos reagrupamentos inter-comunais, baseados no voluntariado e no incentivo, propondo, em 1992, a formação de "comunidades de comunas", principalmente destinadas à zona rural e aos centros das pequenas cidades. Obtendo um sucesso imediato, essa lei permitiu, a mais de 1 000 comunidades de comunas, sua aplicação em cinco anos. As comunidades substituem aos poucos os sindicatos, mesmo que eles continuem numerosos (16 133 em 2008).